# Histogenese
|  | Dieser Artikel wurde aufgrund von formalen oder inhaltlichen Mängeln in der Qualitätssicherung Biologie zur Verbesserung eingetragen. Dies geschieht, um die Qualität der Biologie-Artikel auf ein akzeptables Niveau zu bringen. Bitte hilf mit, diesen Artikel zu verbessern! Artikel, die nicht signifikant verbessert werden, können gegebenenfalls gelöscht werden. Lies dazu auch die näheren Informationen in den Mindestanforderungen an Biologie-Artikel. |

Die Histogenese ist die Entstehung von Gewebe (Gewebebildung) während der Embryonalzeit (Gewebebildung).
Das Wort kommt von altgriechisch ἱστός histos, deutsch ‚Gewebe‘ und altgriechisch γένεσις génesis, deutsch ‚Geburt, Entstehung‘.
Aus undifferenzierten Zellen entwickeln sich zunächst die Keimblätter Entoderm, Mesoderm und Ektoderm, aus diesen entwickeln sich jeweils spezialisierte (ausdifferenzierte) Gewebe wie Muskel- oder Nervengewebe.
Diese Ausdifferenzierung zu Geweben mit unterschiedlichen Aufgaben und Funktionen wird als Histogenese bezeichnet.